# Wayne Lotter
Wayne Lotter (4/12/1965 – 16/07/2017) fue un conservacionista de vida silvestre sudafricano. Como cofundador de la Fundación PAMS, una organización sin fines de lucro con sede en Tanzania y dedicada a la conservación de la naturaleza  y trabajó en especial en la protección contra la caza furtiva. Lotter también ejerció anteriormente como vicepresidente de la Federación Internacional de Guardabosques.

## Biografía
Lotter comenzó a trabajar en los sectores de protección de la vida silvestre gubernamentales y sin fines de lucro. Trabajó inicialmente como guardabosques en Sudáfrica. Colaboró a partir de la Fundación PAMS, en la formación de miles de jóvenes africanos para la conservación de la naturaleza. Lotter participó en la financiación de la Unidad de Investigación de Delitos Graves Nacionales y Transnacionales en Tanzania , que había perseguido con éxito a varios traficantes de marfil de alto perfil. En una entrevista de 2015 con Newsweek, Lotter fue descrito como una persona  "entusiasta y carismática". 
A Lotter se le pidió que participara en el documental de Netflix de 2016 "The Ivory Game", pero solicitó que en su lugar aparecieran guardabosques empleados por la fundación. 

## Muerte
Recibió multitud de amenazas de muerte en el ejercicio de su tarea profesional y de su compromiso medioambiental. Fue asesinado a tiros el miércoles 16 de agosto de 2017 mientras viajaba en un taxi en Dar es Salaam, Tanzania. Su muerte atrajo la atención internacional y se publicaron obituarios en varios medios de la prensa mundial.